# Boor (element)
Boor of borium is een scheikundig element met symbool B en atoomnummer 5 (niet te verwarren met bohrium met symbool Bh). 
Het is een zwart metalloïde.

## Ontdekking
Boorverbindingen waren al in de oudheid bekend. De naam komt van het Arabische buraq (بورق) voor borax, een mineraal dat het voornaamste erts voor boorwinning is. Borax is een boraat (meer bepaald natriumtetraboraat), een zout van boorzuur. Het element is daaruit niet zo makkelijk vrij te maken, omdat dat sterke reductoren vereist, zoals magnesium of aluminium. Het element werd daarom pas in 1808, vrijwel gelijktijdig door Sir Humphry Davy en door de Fransen Louis Gay-Lussac en Louis Jacques Thénard, bereid. Op deze manier bereid wordt boor echter verontreinigd door het metaal. Door ontleding van vluchtige halogeniden valt het element echter met weinig onzuiverheden te bereiden.

## Toepassingen
Boorzuur wordt veel gebruikt in de textielindustrie. Boorsilicaatglazen zijn technisch erg belangrijk. In vuurwerk geeft toevoeging van het element in amorfe vorm een groene kleur. Boorverbindingen worden onderzocht en toegepast in een breed spectrum van biochemische toepassingen zoals suikerdoorlatende membranen, sensors voor koolhydraten, bestrijding van artritis en in neutronentherapie. De isotoop boor-10 (10B) heeft een grote werkzame doorsnede voor neutronenvangst en wordt daarom ook in de nucleaire industrie toegepast, bijvoorbeeld in regelstaven in kernreactoren. Boranen zijn wel voorgesteld als raketbrandstof omdat bij verbranding een grote hoeveelheid energie vrijkomt.

## Opmerkelijke eigenschappen
Het is een metalloïde en een halfgeleider. In kristallijne vorm is het een bijzonder hard, zwart materiaal (9,3 op de schaal van Mohs). Er is ook een amorfe vorm.
Het element is als enige van de boorgroep een hard metalloïde met halfgeleidende eigenschappen. De elektrische geleiding hangt sterk af van de graad van zuiverheid en de temperatuur: hoe vuiler en heter, hoe beter de geleiding. Het materiaal heeft interessante optische eigenschappen omdat het een groot deel van het infrarode deel van het spectrum doorlaat. Verder zijn ook de mechanische eigenschappen interessant. Het element is bijzonder licht en sterk en vezels van boor worden in speciale samengestelde materialen voor de ruimtevaart toegepast.
Boor wordt tevens toegepast als toevoeging tijdens het emailleren van pannen vanwege de goede hittebestendigheid.
In 2014 werd door Chinese wetenschappers ontdekt dat boor een moleculaire kooistructuur kan vormen, vergelijkbaar met buckminsterfullereen. De structuur, borosfereen, kan leiden tot ontwikkeling van nieuwe nanomaterialen.

## Verschijning
Boor wordt altijd in gebonden vorm gevonden in een aantal mineralen zoals borax (tincal), boorzuur, colemaniet, kerniet (rasoriet), ulexiet en andere boraten. Turkije en de Verenigde Staten zijn de belangrijkste leveranciers. De reserves van Turkije bedragen tot 72% van de wereldwijde reserve totaal. Turkije is veruit de grootste producent ter wereld van boor. Boorzuur komt soms voor in vulkanisch bronwater. Het mineraal ulexiet heeft van nature de optische eigenschappen van een glasvezel.
Boor heeft een ingewikkelde en interessante chemie. Het heeft drie elektronen in de buitenste schil en is daarom vaak driewaardig. Met chloor vormt het bijvoorbeeld BCl3. Dit is echter een elektronendeficiënte verbinding. Het molecuul is een sterk Lewis-zuur. Bij stikstof gebeurt het omgekeerde, ook dat element vormt met waterstof NH3 maar het heeft dan een vrij elektronenpaar. De twee samen vormen een donor-acceptor molecuul H3N-BCl3. Elektrondeficiëntie is echter maar één thema van de boorchemie. Een ander thema is de drie-centrumbinding. Meestal kunnen twee atomen gezien worden als de oorsprong van de chemische binding tussen hen, hoewel bijvoorbeeld in benzeen er ook een binding is die door zes atomen gezamenlijk gedragen wordt. Bij boorverbindingen zijn er vaak drie atomen die gezamenlijk een binding aangaan.
Boor heeft een serie verbindingen met waterstof die herinneren aan de rijke ketenvormende chemie van koolstof, dit zijn de boranen. Een eenvoudig lid van deze familie is diboraan B2H6. De overeenkomst in formule met ethaan C2H6 is bedrieglijk. De B-B binding is in werkelijkheid een combinatie van twee B-H-B drie-centrum bindingen. Boranen zijn vluchtig, giftig en uiterst brandbaar en stinken geweldig. Met koolstof is er een uitgebreide organoboorchemie.
Met stikstof vormt boor een aantal nitriden zoals BN dat een kubische structuur heeft die veel op diamant lijkt en bijzonder hard en hittebestendig is. Net als diamant is het materiaal bij kamertemperatuur en -druk metastabiel. Net als bij koolstof is er ook een vorm met een (stabiele) grafietachtige structuur, die als een vast smeermiddel gebruikt kan worden. In tegenstelling tot grafiet is het echter een wit materiaal en een halfgeleider. In de bandstructuur die de energie van de elektronen beschrijft treedt geen overlap op tussen valentie- en geleidingsband.
Met zuurstof kan het naast oxiden ook boorzuur H3BO3 vormen en de overeenkomstige boraten. Er zijn echter ook ingewikkeldere boraten, bijvoorbeeld de volgende pentahydraat-variant van borax: Na2B4O7 · 5 H2O. Met vele metalen vormt boor boriden.

## Isotopen
| Meest stabiele isotopen | Meest stabiele isotopen | Meest stabiele isotopen | Meest stabiele isotopen | Meest stabiele isotopen | Meest stabiele isotopen |
| Iso                     | RA (%)                  | Halveringstijd          | VV                      | VE (MeV)                | VP                      |
| ----------------------- | ----------------------- | ----------------------- | ----------------------- | ----------------------- | ----------------------- |
| 10B                     | 19,9                    | stabiel met 5 neutronen | stabiel met 5 neutronen | stabiel met 5 neutronen | stabiel met 5 neutronen |
| 11B                     | 80,1                    | stabiel met 6 neutronen | stabiel met 6 neutronen | stabiel met 6 neutronen | stabiel met 6 neutronen |

Boor heeft van nature twee isotopen: 10B (19,9%) en 11B (80,1%). Het massaverschil is percentueel vrij groot; natuurlijke wateren vertonen daarom aanzienlijke schommelingen in de isotoopverhouding. Bij uitwisseling met boorhoudende aardlagen kan fractionering optreden doordat de ene isotoop wat makkelijker geadsorbeerd wordt dan de andere. Op klei bijvoorbeeld wordt 10B meer geadsorbeerd dan 11B. Zeewater is dan ook rijker in 11B dan de aardkorst, zowel die van het vasteland als die van de oceaanbodem. Daarnaast zijn nog 12 radio-isotopen van boor bekend.

## Ionen
| Oxidatiegetal | Toelichting                                                            |
| ------------- | ---------------------------------------------------------------------- |
| -3            | in borides en boranen                                                  |
| 0             | Vrij element, komt niet in de natuur voor                              |
| +3            | standaardion van het element, bijvoorbeeld in boortrifluoride en borax |

## Toxicologie en veiligheid
Het boorion is giftig, zelfs voor planten. Boorzuur, boraten en borax zijn giftig voor het zenuwstelsel, de nieren en de lever van de mens en veroorzaken ook ontwikkelingseffecten op bijvoorbeeld de testis. Zij kunnen worden opgenomen via beschadigde huid. Ook bij gewoon huidcontact kunnen reeds overgevoeligheidsreacties optreden. De boranen en sommige organoboorverbindingen zijn echter wel giftig en brandbaar en dienen met kennis van zaken behandeld te worden.